# WildStar
Wildstar — масова багатокористувацька онлайн-гра, дії якої відбуваються на вигаданій планеті Нексус, де загадкова і могутня раса, відома як Елден, зникає, залишаючи за собою цінні технології та секрети, які повинні досліджувати гравці. 
WildStar розроблена і підтримується американською компанією Carbine Studios і видається NCSoft. Гра була анонсована 17 серпня 2011 року під час Gamescom. Офіційний реліз відбувся 3 червня 2014 року.
29 вересня 2015 року гра перейшла на нову бізнес-модель і стала безкоштовною.
З 29 вересня 2015 року WildStar надає два методи гри — Free (безкоштовний) і Signature (підписка).
Безкоштовний метод гри має деякі обмеження, наприклад, можливість створити гільдію або мати більше 3 лотів на внутрішньоігровому аукціоні. Детальніше про відмінності можна дізнатися на сайті гри. Передплату можна оформити декількома способами. Перший спосіб — це щомісячна безготівкова оплата (пластикові картки, PayPal), що дає гравцеві 30/90/180/360 днів ігрового часу. Другий метод дає можливість купувати за реальні гроші ігровий предмет, C.R.E.D.D., який дає 30 днів ігрового часу і може бути проданий іншому гравцеві за внутрішньоігрову валюту. Це дозволяє одному гравцю купити C.R.E.D.D. за реальні гроші і обміняти його на ігрові гроші у іншого гравця, а інший гравець може отримати за ігрову валюту місяць ігрового часу.

## Сюжет
Дія гри відбувається в вигаданому всесвіті на недавно відкритій планеті — Нексус. За планету, колись населену надзвичайно просунутою расою, відомою як Елден, борються дві фракції, кожна з яких сподівається отримати контроль над технологіями, залишеними загадковими Елданами; Домініон, міжгалактична імперія, яка править Галактикою протягом двох тисяч років і тепер хоче зайняти Нексус, як своє законне володіння і Вигнанці — група біженців, бандитів і найманців, які були вигнані зі своїх світів «Домініоном» і тепер прийшли на планету Нексус в пошуках свого нового будинку.

## Ігровий процес
У WildStar гравець спочатку створює персонажа, яким і буде грати  протягом ігрової сесії. Ці персонажі можуть пересуватися у відкритому ігровому світі. В основному, ігровий процес складається з виконання завдань, проходження підземель і битв типу «гравець проти гравця».

### Пересування
WildStar надає гравцеві безліч способів переміщення по ігровому світу, такі як подвійний стрибок, біг і ривок. Ці можливості гравець використовує, щоб проходити головоломки, засновані на стрибках, і гонки. У грі також присутні зони зі зниженою гравітацією, дозволяючі гравцеві стрибати вище.

### Система бою
WildStar використовує «non-target» систему наведення атак. Як тільки противник активує будь-яку атакуючу здатність, на поверхні ігрового простору з'являється мітка, яка показує куди цілиться противник. Це дозволяє прогнозувати атаки противника і лікування союзників. Гравець може уникнути атак супротивника, просто вистрибнувши або відійшовши із зони її дії. Атаки гравця також використовують систему міток. Це означає, що гравцеві потрібно використовувати здібності в правильному напрямку, якщо він хоче завдати шкоди противнику.

## Розробка
Розробка WildStar почалася в 2005 році, після того, як 17 співробітників Blizzard Entertainment заснували Carbine Studios.
У 2007 році Carbine була придбана південно-корейською компанією NCSoft, в якій сказали, що вони працюють над ще неанонсованим проектом.
WildStar була анонсована на заході Gamescom 2011. Двома тижнями пізніше більше ігрового процесу і інформації було представлено на PAX Prime 2011 року.
28 травня 2015 року NCSoft офіційно анонсували, що гра перейде на free-to-play модель з 29 вересня 2015.